# Ácido linoleico conjugado

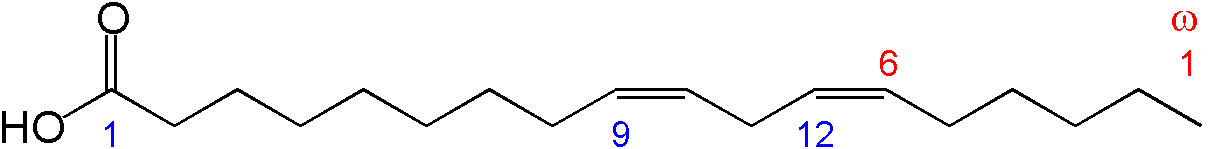
Estructura química del Ácido linoleico; C_{18}H_{32}O_{2}; CAS 60-33-3; CA Index Name: (9Z,12Z)-9,12-Octadecadienoic acid;

Estructura química del Ácido ruménico; C_{18}H_{32}O_{2}; CAS 2540-56-9; CA Index Name: (9Z,11E)-octadeca-9,11-Octadecadienoic acid

Los ácidos linoleicos conjugados (ALC o CLA por sus siglas en inglés) son una familia de por lo menos 28 isómeros del ácido linoleico encontrados principalmente en la carne y productos lácteos provenientes de rumiantes. Según del isómero del que se trate, puede tener efecto anticancerígeno y antiaterogénico.
Los ALC, como por ejemplo el ácido ruménico tienen dos dobles enlaces conjugados (alternados por un único enlace simple), mientras que el ácido linoleico los dobles enlaces no están conjugados (los unen dos y no un único enlace simple).
Algunos productos animales, como el queso de vaca, cabra y oveja contienen ácido linoleico conjugado, estando presente en mucha mayor proporción cuando la alimentación del rumiante es a base de pastos en lugar de alimentación a base de maíz y soja.

## Mecanismo para disminuir grasa corporal
El C.L.A produce un bloqueo en el transporte de las grasas hacia las células adiposas. Esto se debe a que el C.L.A inhibe la función de la enzima LPL (lipoprotein lipasa) y al mismo tiempo favorece la lipólisis (metabolismo de la grasa). Ayuda a aumentar el transporte de grasa hacia la mitocondria (órgano de la célula encargado de la respiración celular y producción de energía) para ser oxidada.

### Efectos protectores contra algunos tumores cancerosos
A pesar de que los estudios clínicos son escasos, algunas investigaciones recientes revelan una relación entre un bajo riesgo de padecer cáncer de mama, un consumo elevado de ALC y queso y niveles altos de ALC en la sangre. Sin embargo, esta asociación no demuestra la existencia de una relación causa-efecto, por lo que se hace necesario realizar más estudios sobre humanos.